# Gnatholepis thompsoni
Gnatholepis thompsoni är en fiskart som beskrevs av Jordan, 1904. Gnatholepis thompsoni ingår i släktet Gnatholepis och familjen smörbultsfiskar. Inga underarter finns listade i Catalogue of Life.